# Alexandr Jakušev
Alexandr Sergejevič Jakušev (rusky Александр Сергеевич Якушев, * 2. ledna 1947) je bývalý ruský lední hokejista, hrající v dobách Sovětského svazu, jehož byl dlouholetým reprezentantem a oporou. Od roku 2003 je členem Síně slávy Mezinárodní hokejové federace.

## Kariéra

### Klubová kariéra
Jeho kariéra je spojena především s týmem Spartak Moskva. V něm v roce 1963 debutoval v sovětské lize a hrával až do roku 1980. Pomohl klubu třikrát k ligovému titulu – v letech 1967, 1969 a 1976. V sovětské ligové soutěži zaznamenal 568 utkání a 339 branek, ve své kariéře se stal nejlepším střelcem i nejproduktivnějším hráčem sezóny. V závěru ligové kariéry – v letech 1980 až 1983 – působil v rakouské hokejové lize v týmu Kapfenbergu.

### Reprezentace
V sedmdesátých letech 20. století patřil mezi hlavní opory sovětské reprezentace. Byl členem týmu, který vybojoval zlaté medaile na Zimních olympijských hrách 1972 i 1976, dále se stal pětkrát mistrem světa. Významně se zapsal také do povědomí hokejových fanoušků v Severní Americe. Během série utkání mezi hvězdami National Hockey League a sovětské ligy v roce 1972, která vešla ve známost jako Série století, se stal s 11 body nejproduktivnějším hráčem sovětského týmu a z Kanaďanů jej překonal jen Phil Esposito. Se sedmi vstřelenými góly byl také spolu s Espositem a Paulem Hendersonen na čele tabulky střelců. Jeho celková bilance v reprezentační kariéře je 221 utkání a 145 gólů.

## Trenérská kariéra
Jako trenér působil s moskevském Spartaku a také u sovětského týmu. Krom toho dělal také hokejového rozhodčího.

## Úspěchy a ocenění
Týmové
- olympijský vítěz z let 1972 a 1976
- mistr světa 1967, 1969, 1970, 1973 a 1974, stříbro z let 1972 a 1976, bronz z roku 1977.
- vítěz sovětské ligy v letech 1967, 1969 a 1976

Individuální
- nejlepší útočník mistrovství světa 1975
- nejlepší střelec mistrovství světa 1975 (s 11 brankami společně s Viktorem Šalimovem a Tordem Lundströmem)
- člen all-star týmu MS 1975 a 1976
- nejlepší střelec sovětské ligy 1969, 1974, 1976
- nejproduktivnější hráč sovětské ligy 1969
- člen Ruské a sovětské hokejové síně slávy
- jmenován do Hokejové síně slávy Mezinárodní hokejové federace 2003